# Olán

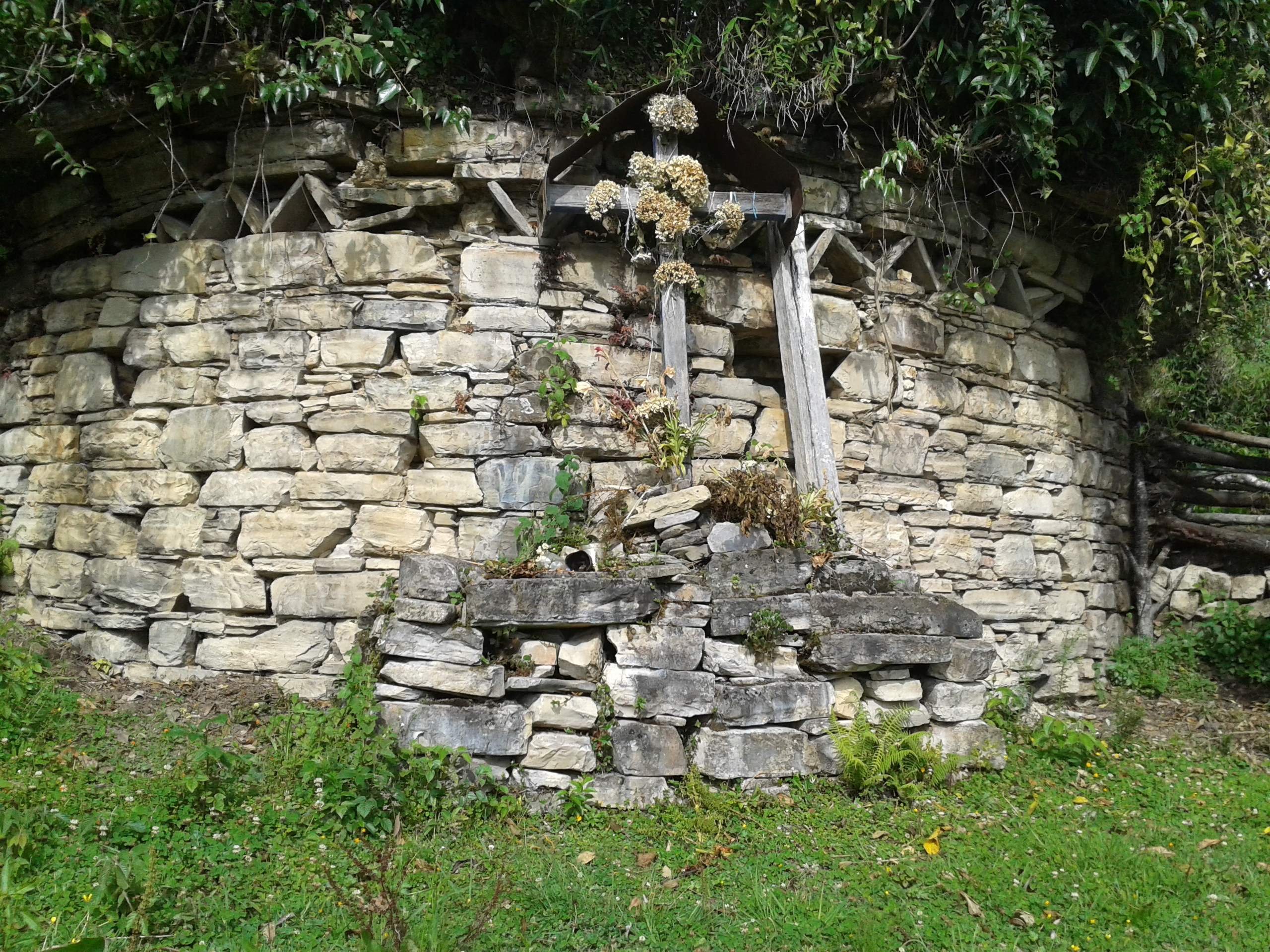
Edificio circular en Olán.

Olán es un complejo arqueológico de la cultura Chachapoyas en Perú. Fue construido entre los años 1100 y 1300 d. C. Este complejo consta de cuatro sectores y aproximadamente 500 edificios, y tiene la forma de media luna, misma que se eleva encima de los cerros que rodean el poblado en el que se asienta.
El Complejo arqueológico de Olán está dividido en cuatro sectores: Pircacunga, Pumaurco, Olán y Sunipirca, y cada uno tiene su propio atractivo. En la zona de Pircacunga podemos observar la presencia de ocho plataformas circulares, típicas de la arquitectura de los Chachapoyas, además de casas decoradas con hornacinas, aleros y diferentes ribetes; alguna similar a la encontrada en los edificios de la Congona, aunque diferente en magnitud; en sector de Pumaurco, se exhiben edificaciones de forma circular pero no tangentes sino separadas entre sí; en el sector de Olán, se mira, principalmente, una edificación conservada en buen estado en la que en cuyo paramento externo se observa una buena porción de un panel decorativo que alterna figuras de rombos triconcéntricos enmarcados en bandas de zigzags; y la zona de Sunipirca donde predomina una vegetación más cerrada que dificulta la exposición de sus edificios. El motivo circular constante en las edificaciones Chachapoyas (a excepción de las chulpas que tiene la forma cuadrada) parece responder a un patrón cultural.
Olán se caracteriza y distingue de los otras construcciones de los Chachapoyas, por ser el más rico en decoraciones, ya que en este la presencia de ribetes es importante (tanto a nivel artístico como cuantitativo). Estos ribetes continúan la tradición Chachapoyas de representar en ellos el fervor religioso del pueblo, en especial el que este realizara hacia los animales como por ejemplo el puma, simbolizado en los rebetes romboides y la serpiente en aquellos de forma zigzagueante.

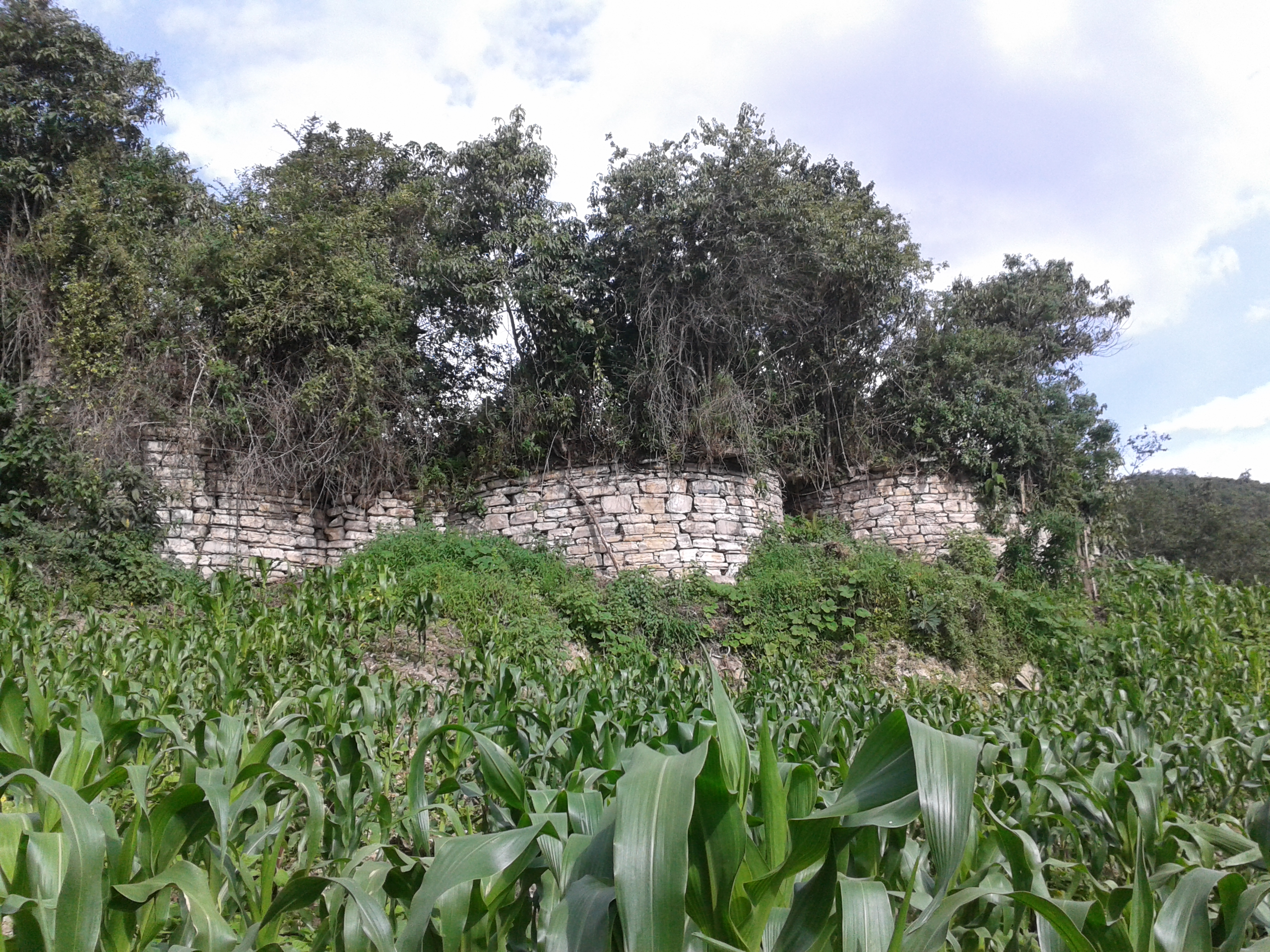
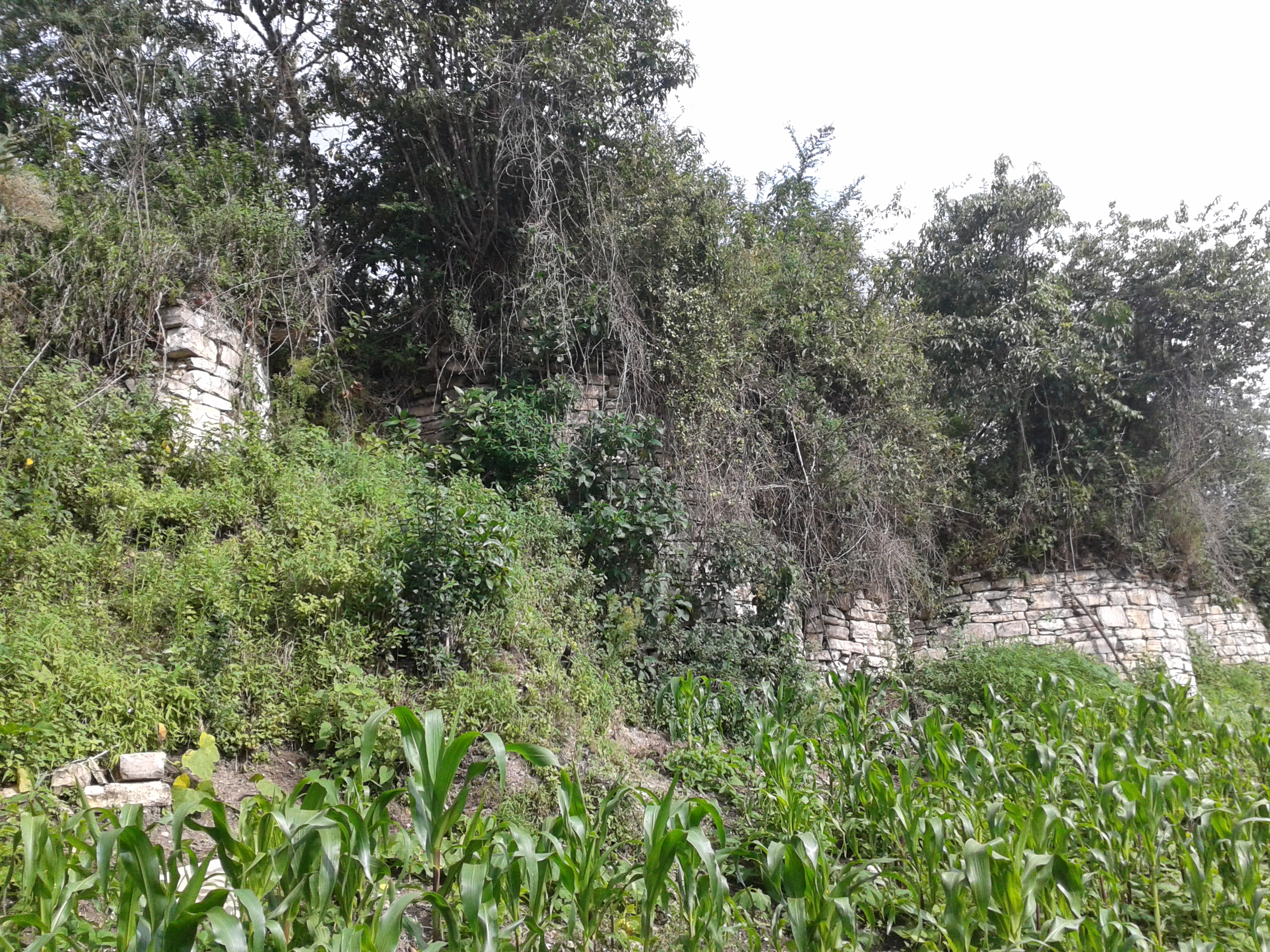
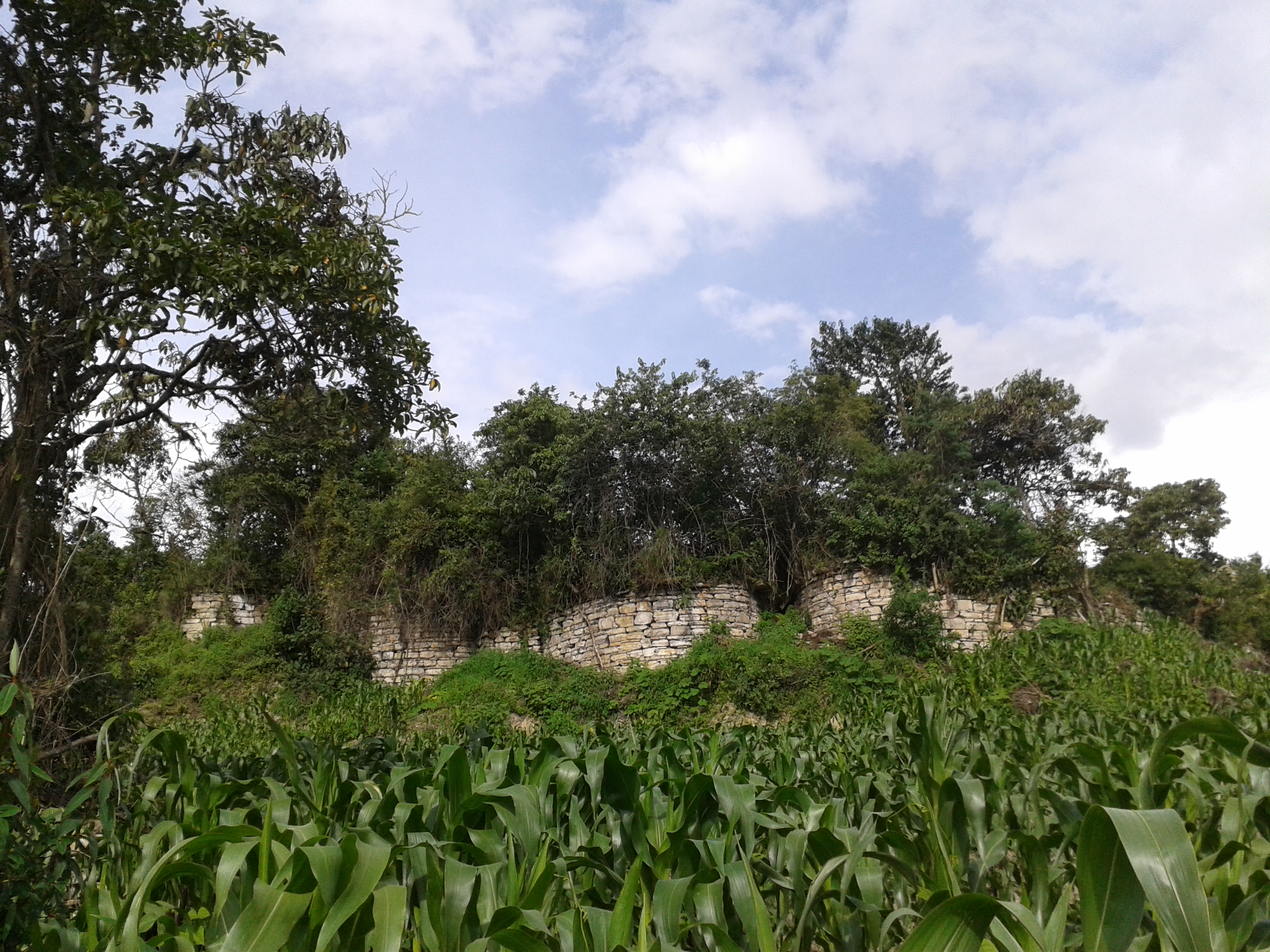
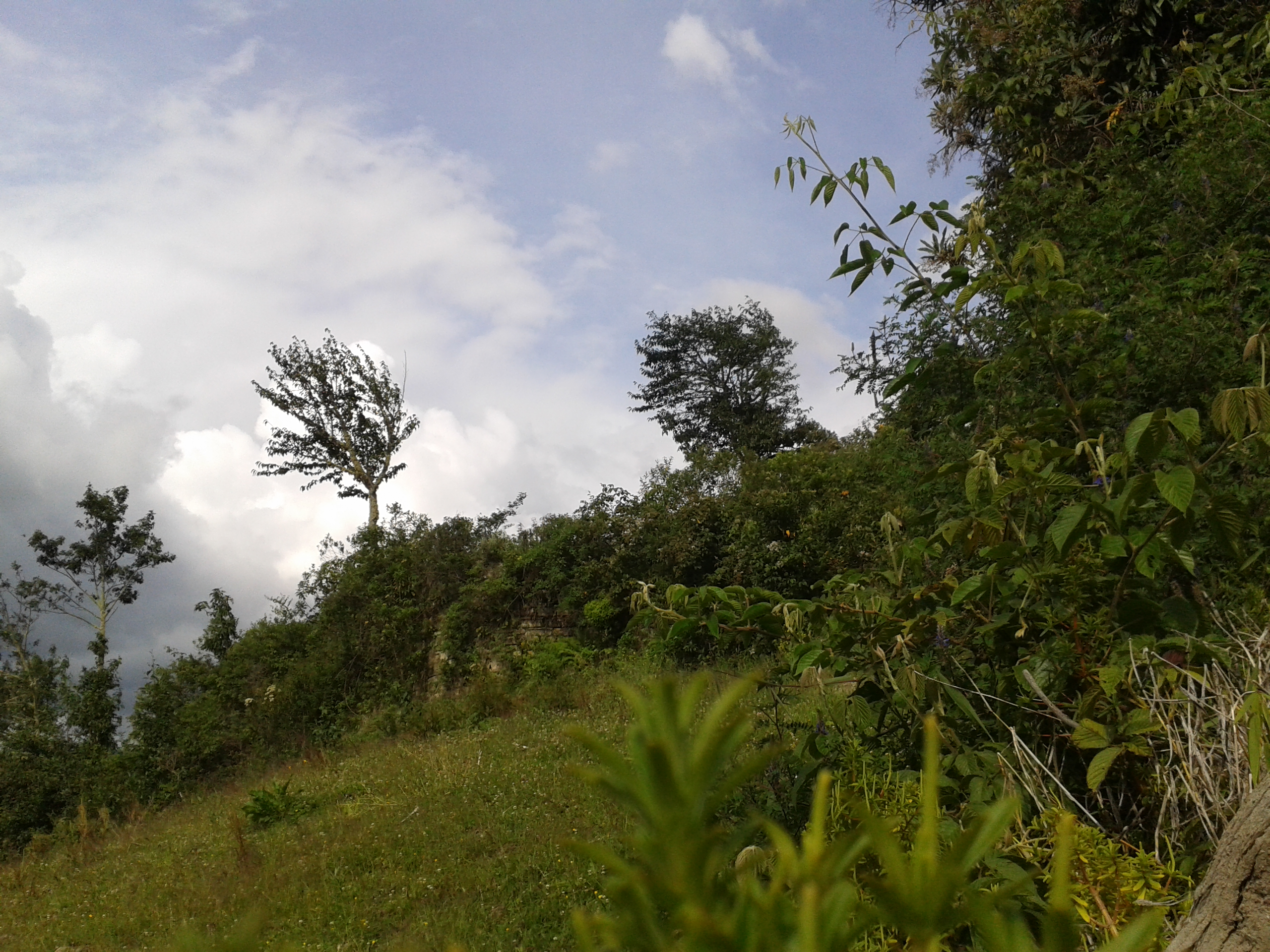

## Ubicación
Se encuentra ubicado en la Región Amazonas, provincia de Chachapoyas, distrito de Mariscal Castilla. El antiguo centro poblado de Olán, está asentado específicamente en el cerro del mismo nombre y en las cumbres aledañas del pueblo llamado San Pedro de Utac.